# CPSMS
CPSMS(Central Plan Scheme Monitoring System, Public Finance Management System, PFMS)는 사회 부문의 프로그램을 모니터링하고 지출된 자금을 추적하는 인도 정부의 공공 재정 관리 개혁 계획이다. 자금이 지출되는 프로그램의 수가 많기 때문에 CPSMS는 자금이 의도한 목적에 따라 지출되는지 확인하고 이에 대한 회계를 제공하기 위한 인도 중앙 정부의 이니셔티브이다.

## 역사
경제 조사(2007-08)에서는 계획 계획에 대한 효과적인 재정 모니터링의 필요성을 강조했다. 재무장관은 예산 연설(2008-09)에서 포괄적인 의사결정 지원 시스템과 경영정보 시스템 구축을 발표했다. 11차 계획 문서에서는 또한 계획 계획에 대한 기존 회계 시스템의 결함과 정보에 입각한 계획, 예산 책정 및 이러한 계획의 효과적인 모니터링을 지원할 수 없다는 점을 인식했다. 또한 계획 계획에 대한 통합 재무 정보 시스템의 필요성을 강조했다.
기획위원회의 EFC는 CPSMS 구현을 단계적으로 승인했다. 재무장관은 원칙적으로 전체 계획에 대해 승인을 받았다.
2009년까지 모든 중앙 부처에서 시스템을 사용할 수 있었고 모든 주, 부처 및 제도 보고서가 이러한 부처의 사용자에게 제공되었다. 이 시스템은 마디아프라데시주, 비하르주, 미조람주, 펀자브주 (인도) 4개 주에서 시행되고 있었다. CPSMS-CBS 인터페이스는 기능적이었고 은행과 실시간 정보 교환을 제공했다. 기획위원회는 또한 시스템 작업을 신속하게 진행하기로 결정했다.